# Ичпич
Ичпич са неголеми руини на древен град на маите в Мексико. Намират се на полуостров Юкатан, на територията на мексиканския щат Кампече. Ичпич се намира на около 10 км североизточно от руините на Санта Роса Штампак (не съществува пряк път между двата града).

За пръв път Ичпич е описан и фотографиран от Теоберт Малер, който посещава района през месец март 1887 г. Почти сто години по-късно, през 1985 г., се прави лека реставрация на сградите в района. Съвременното описание на археологическия обект е направено от Джордж Ендрюс. Разкопките все още не са отворени за туристи.[ неясно? ]